# Motoyama-ji

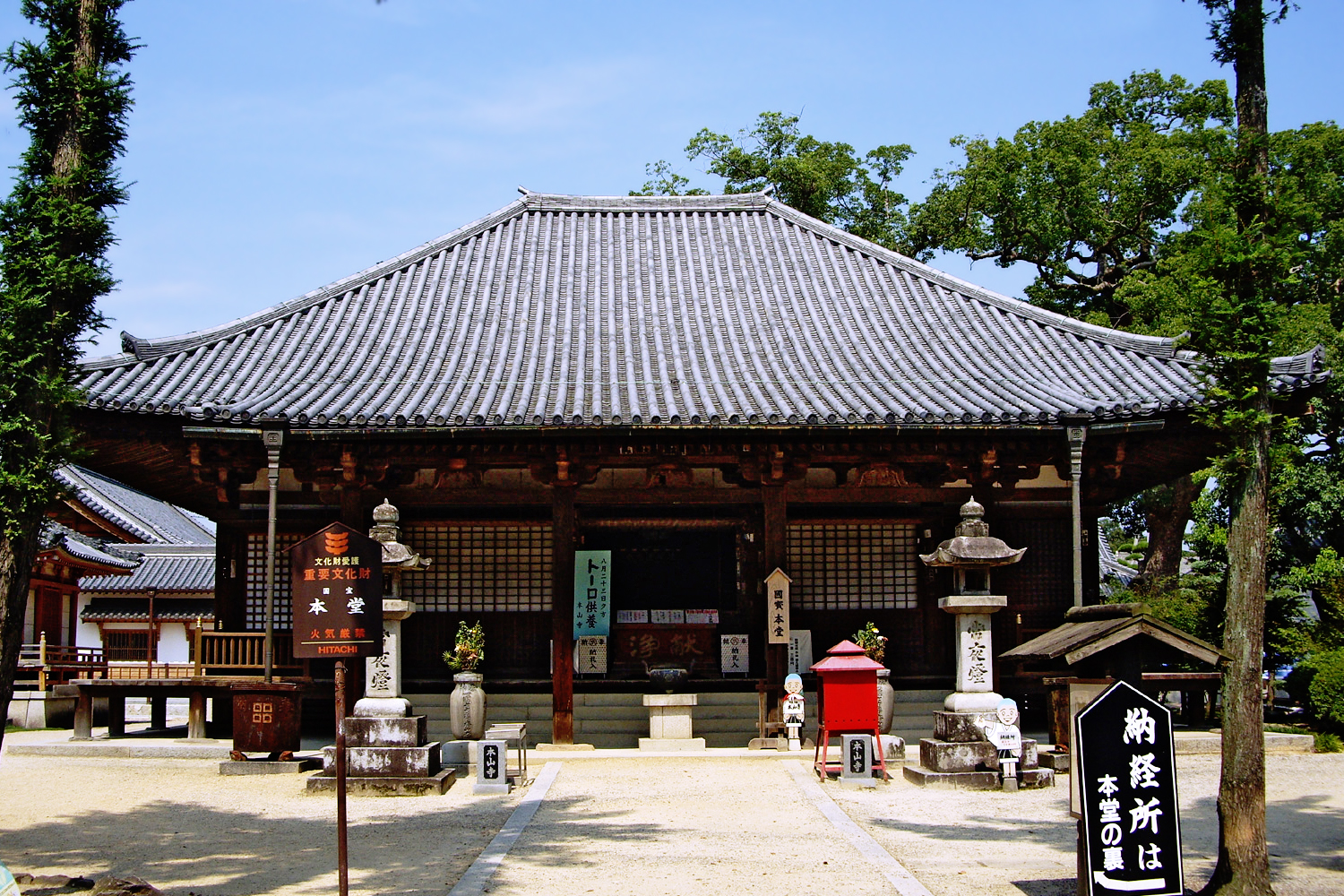
Haupthalle

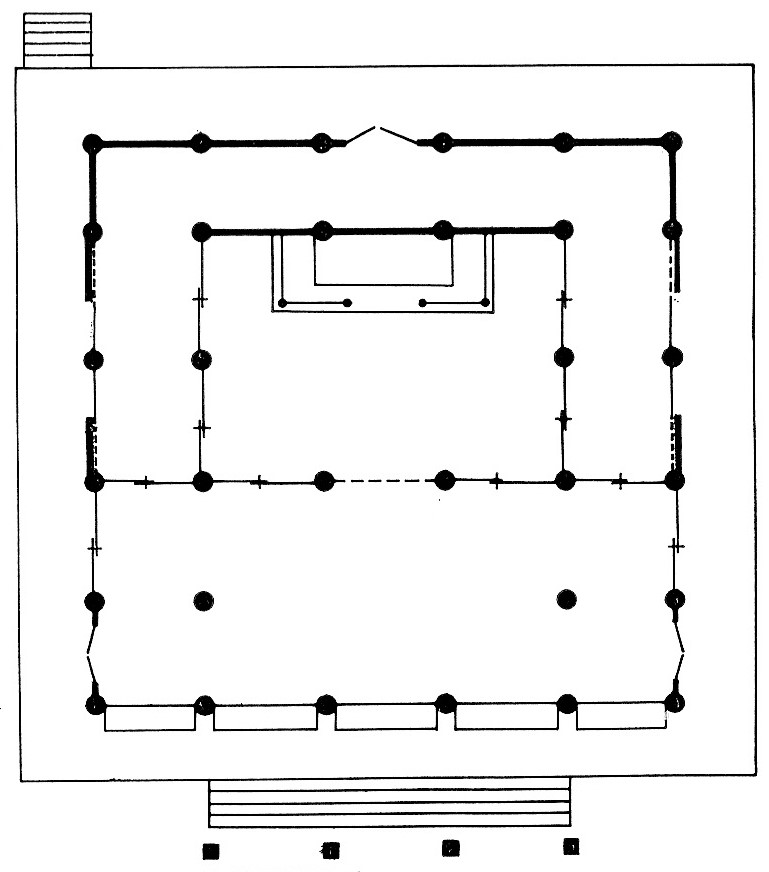
Plan der Haupthalle

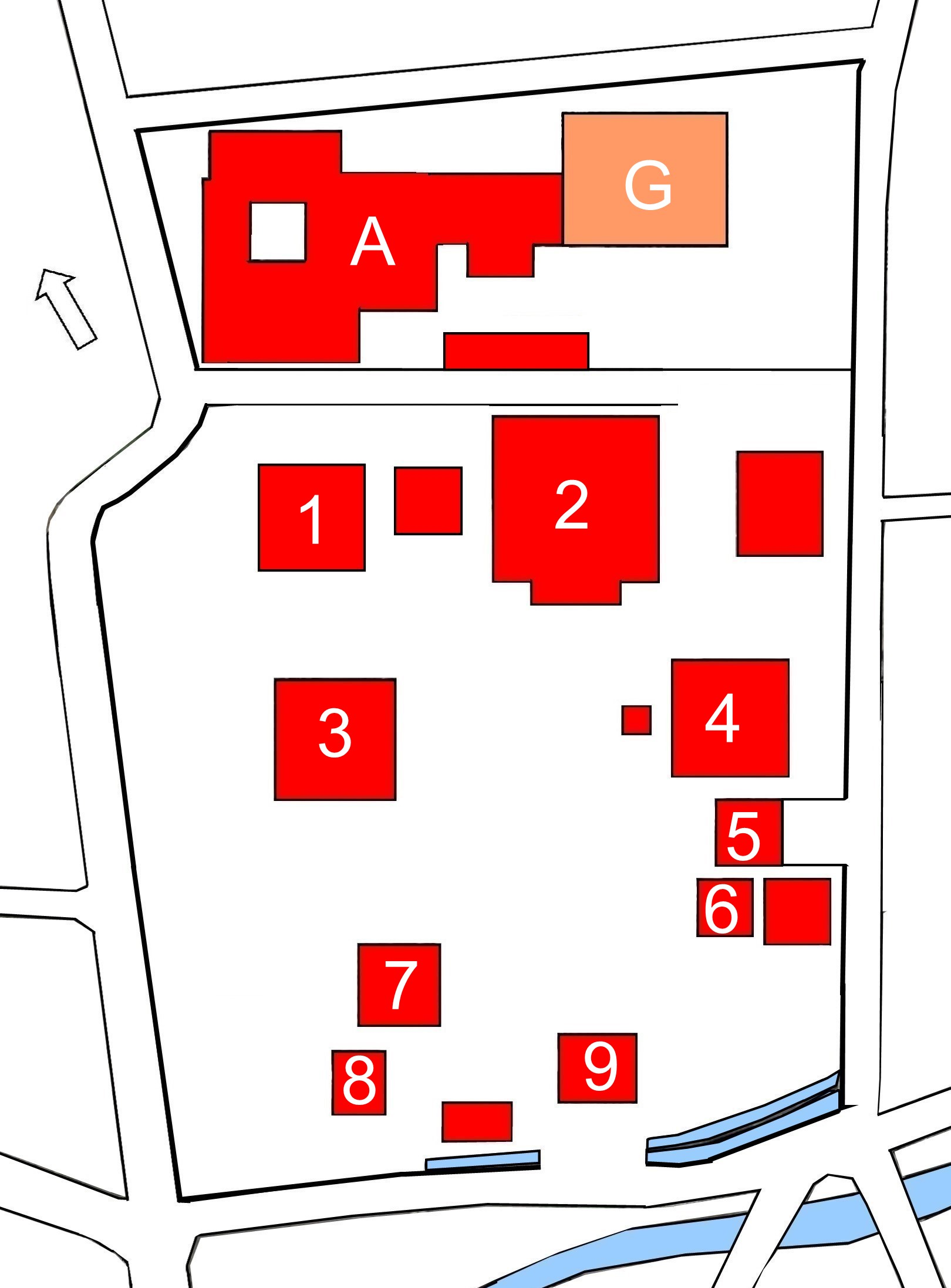
Plan des Tempels (s. Text)

Der Motoyama-ji (japanisch 本山寺) mit den Go Shippōzan (七宝山) und Jihōin (持宝院) ist ein Tempel der Kōyasan-Richtung (高野山派) des Shingon-Buddhismus in der Stadt Mitoyo in der Präfektur Kagawa. Er ist der Tempel Nr. 70 des Shikoku-Pilgerwegs.

## Geschichte
Der Überlieferung nach wurde der Tempel im Jahr 807 von Priester Kūkai gegründet.

## Die Anlage
Die Haupthalle (Hondō; im Plan die Nummer 2) wurde zwischen 1239 und 1355 errichtet, ging aber 1291 verloren. Für die neue Halle wurde 1300 der Grundstein gelegt. Als zuständig für die Bauarbeiten sind die Namen Suekiyo (末清) und Kunishige (国重) überliefert. Die Halle hat einen exakt quadratischen Grundriss von 5 × 5 Ken, hier 14,5 × 14,5 m. Sie ist als Nationalschatz registriert. Die 5-stöckige Pagode (五重塔, Gojū-no-tō; 1) links daneben wurde 1913 mit zahlreichen Spenden wieder errichtet.
Die Halle, die dem Tempelgründer gewidmet ist, die Daishidō (大師堂; 4), steht auf der rechten Seite neben der Haupthalle. Gegenüber auf der linken Seite befindet sich die Jūō-dō (十王堂; 3). Unterhalb der Daishidō bildet das Tempeltor (山門, Sammon; 5) von Osten den Zugang zum Tempel. Wiederum daneben steht der kleine Glockenturm (鐘楼, Shōrō; 6) des Tempels.
Das Niō-Tor (仁王門, Niō-mon; 9) ist ein Acht-Säulen-Tor (八脚門, Hakkyaku-mon) und besitzt ein Fußwalmdach. Es ist wie die Haupthalle in einem Mischstil errichtet. Das Tor mit seinen beiden Tempelwächter-Skulpturen ist als Wichtiges Kulturgut registriert.
Das Chinju-dō (鎮守堂; 8) aus dem Jahr 1547 erhielt wieder ein Dach, das mit Zedernrinden-Schindeln (檜皮葺, Hiwada-buki) gedeckt ist. Das Gebäude ist als Wichtiges Kulturgut der Präfektur registriert.
In einer Gedächtnishalle (謝霊堂; 7) wird an die Bürger (5506 Erwachsene und 2379 Jugendliche) aus der Gegend gedacht, die nach 1931 als Siedler in die Mandschurei gingen und von denen viele 1945 bei der Besetzung durch Russland ihr Leben verloren.
Nördlich dieser Gebäude befindet sich die durch ein Tor zugängliche Abtei (A), der ein Gästehaus (G) angegliedert ist.

## Schätze des Tempels
Verehrt werden eine Batō-Kannon (馬頭観音), eine Drachenkönigin (善女龍王, Zennyo ryūō), der Leuchtende König Aizen (愛染明王, Aizen-myōō), ein Kongō-rikishi (金剛力士), Sutrenbretter (経文板木, Kyōbun hangi), die (bis auf die Kannon) als wichtige Kulturgüter der Präfektur registriert sind. Sie sollen bei der Bitte um Regen helfen.

## Bilder

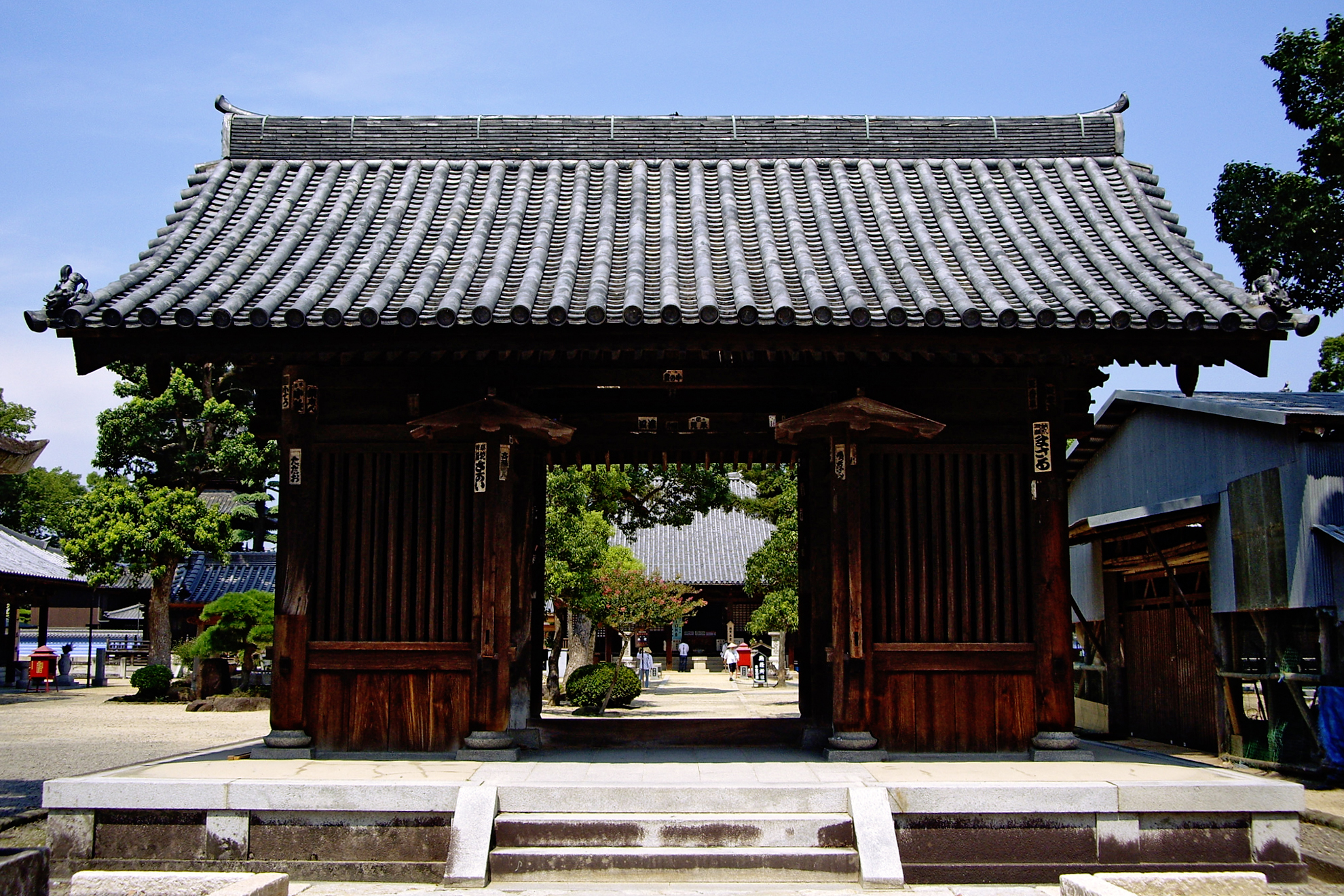
Niō-Tor
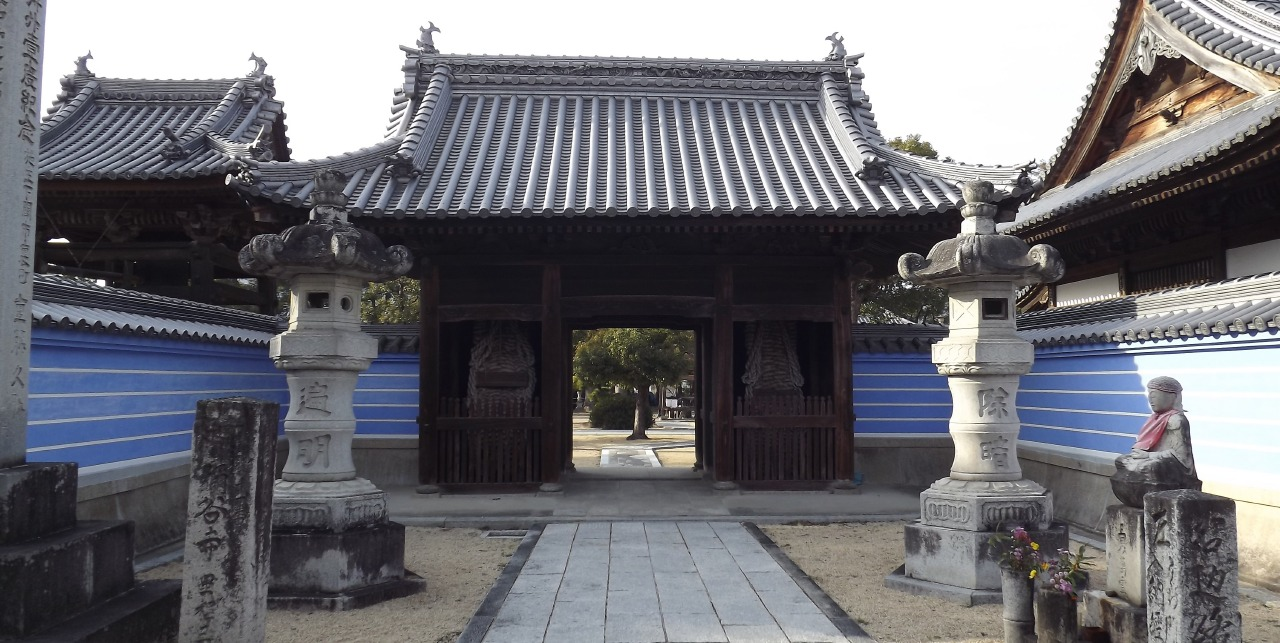
Großes Tempeltor
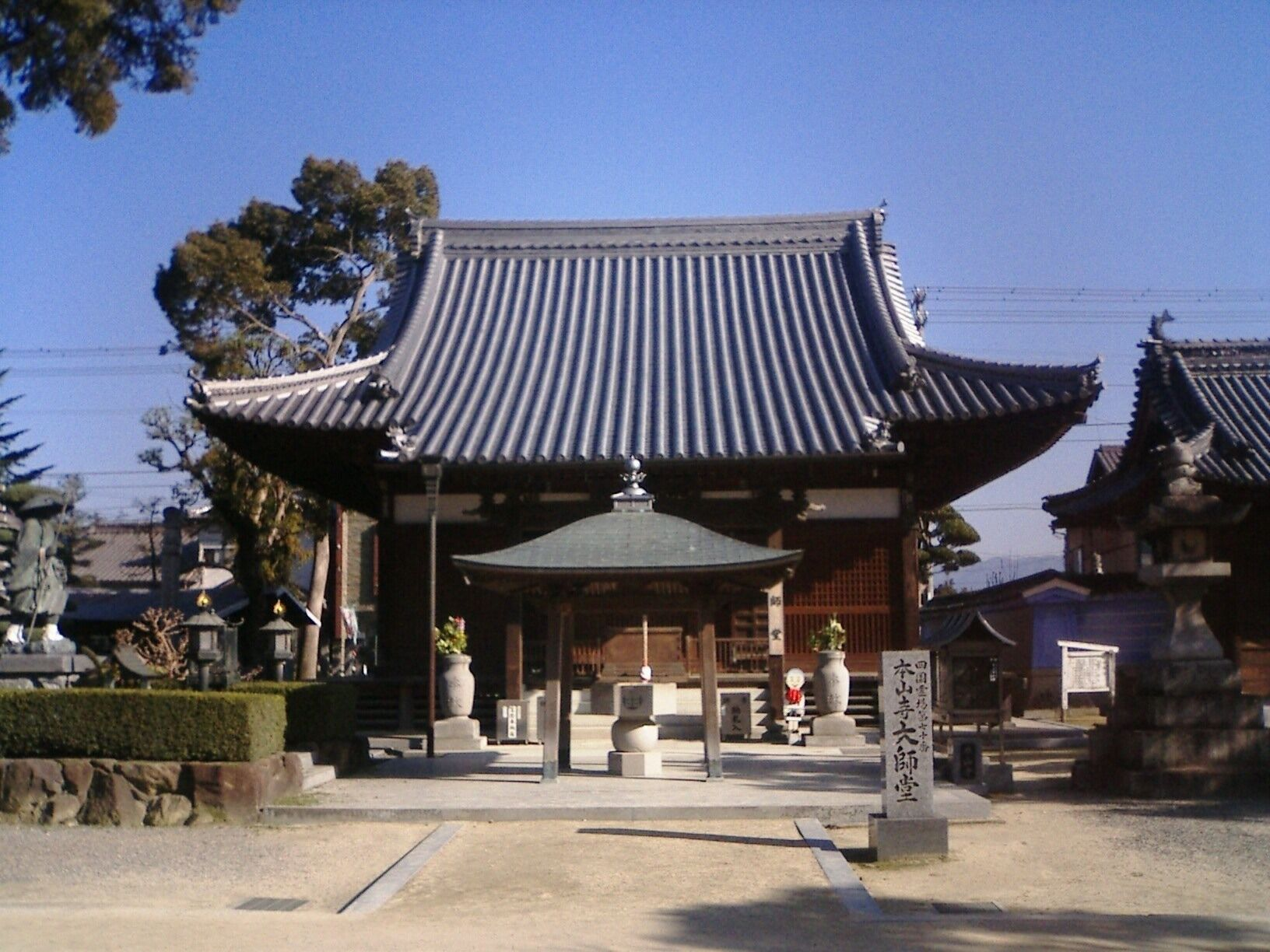
Daishidō
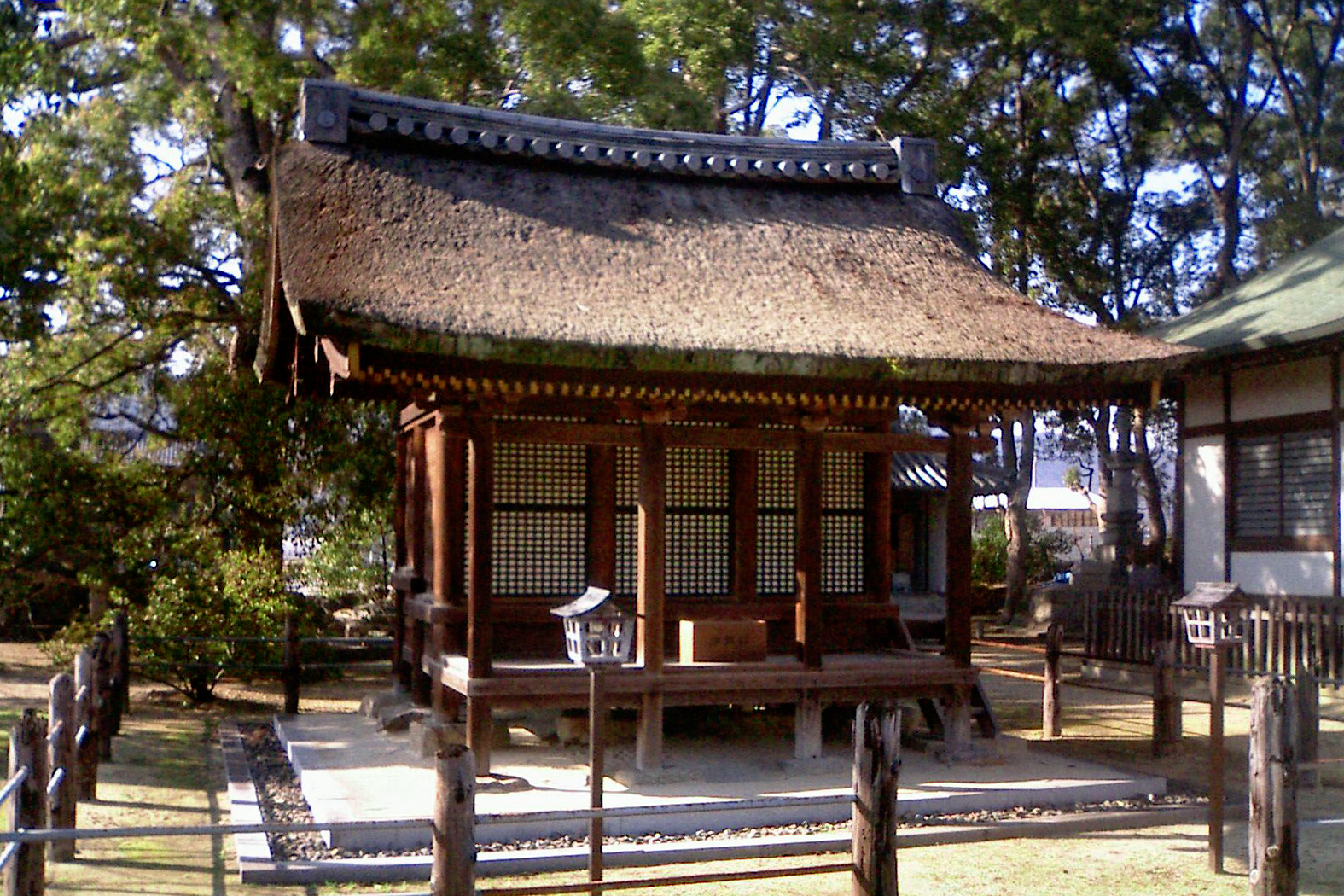
Chinju-Halle
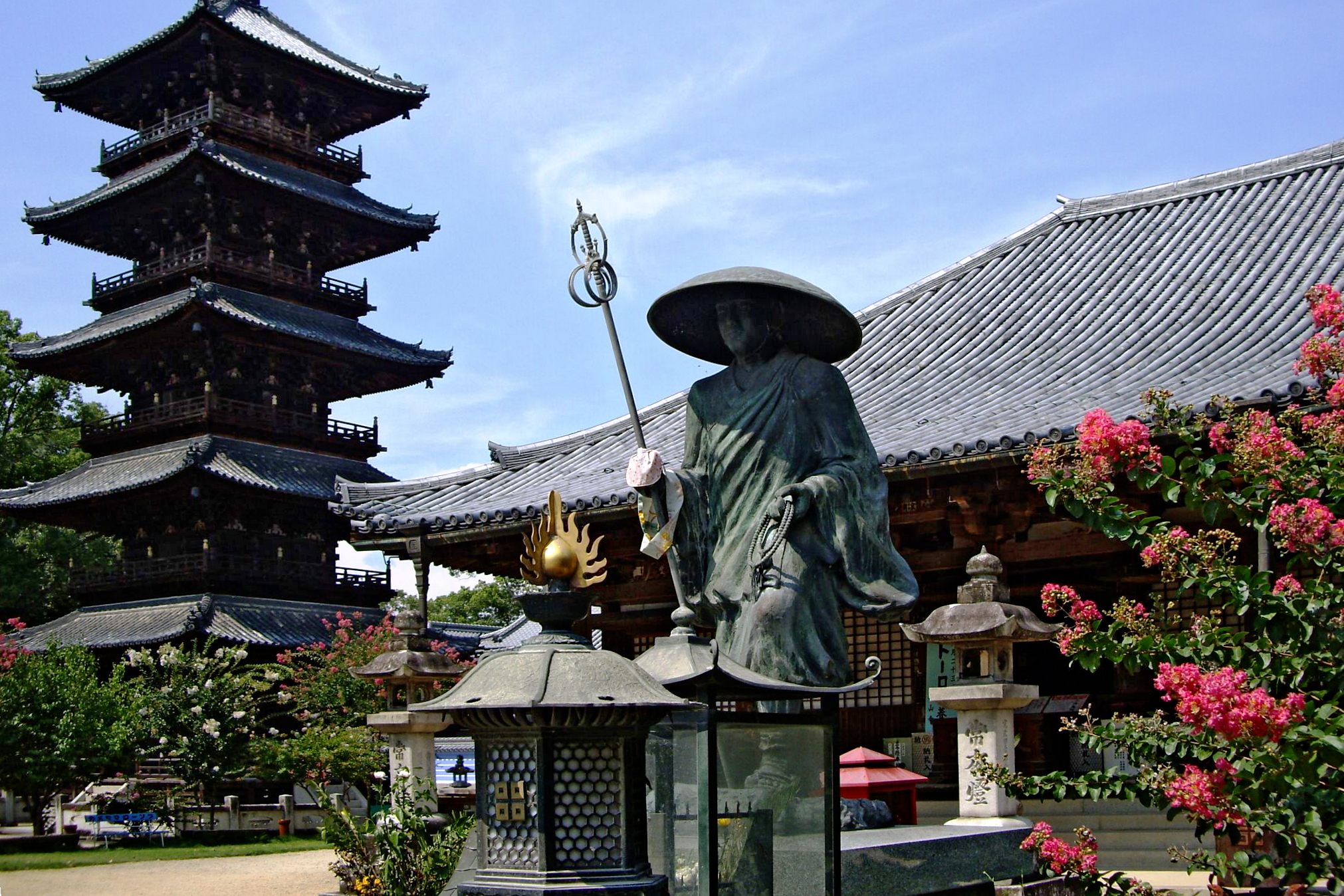
Pagode mit Priester Kūkai
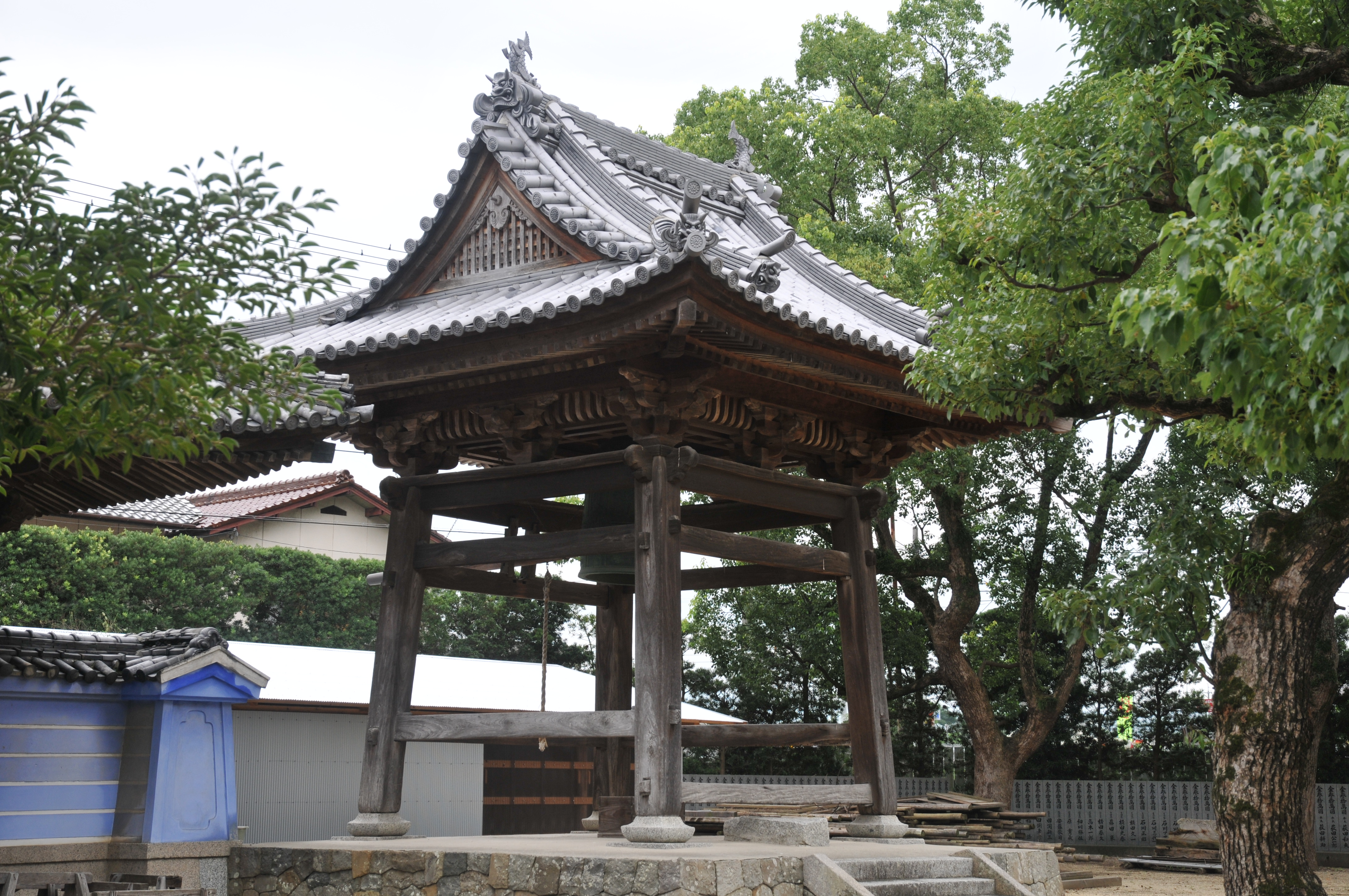
Tempelglocke